# Кухня в Париж
„Кухня в Париж“ е игрален филм на STS и Yellow, Black and White. Това е продължение на третия сезон на телевизионния сериал „Кухня“. Премиерата се състои във всички кина във страната на 1 май 2014 г. Телевизионната премиера на комедията се състои на 12 октомври 2014 г. по телевизионния канал STS.

## Сюжет
След събитията от третия сезон, ресторант „Клод Моне“ продължава и засилва славата си в Москва, като остава процъфтяващо заведение с умел собственик, старателен директор и отлична кухня. Но всички надежди и усилия на екипа са прекъснати от неуспеха на ресторанта при подготовката и провеждането на международно събитие – среща между президентите на Русия и Франция.
Работниците и собственикът на ресторанта трябва да потърсят ново работно място и, напускайки бившия „Клод Моне“, се втурват към „града на любовта“, столицата на Франция – Париж. Нова работа, нов вкус и нови съперници. Виктор Баринов среща собствения си баща – готвачът на най-добрия ресторант в Париж, а Максим Лавров трябва да се мери с гаджето на Виктория, което в крайна сметка ще се опита да ѝ предложи брак. Филмът завършва със сватбата на Максим и Виктория, както и завръщането на персонала на ресторанта в Русия.

## История на създаването
През пролетта на 2013 г. създателите на поредицата „Кухня“ се срещнаха в Париж, за да отпразнуват края на втория сезон на проекта. Докато се разхождат по насипите на Сена, възникна идеята да се снима филмът „Кухня“ във френската столица.
Снимките се провеждат главно във Франция и започват на 6 септември 2013 г. в Париж, а завършват в Русия на 18 февруари 2014 г. Общо процесът на заснемане продължава 53 дни и са заснети 107 минути време. На 24 април 2014 г. в Москва и в Санкт Петербург в кината „Октябрь“ и „Художественни“ е представена предпремиерната прожекция на филма, на която присъстват водещите актьори във филма Елена Подкаминская, Марк Богатирев и Винсент Перес, както и режисьорът на филма – Дмитрий Дяченко.
След успеха на филма започва работа по нов игрален филм, който първоначално се планира да бъде заснет в Китай (с условно заглавие Кухня в Шанхай ). В крайна сметка обаче е решено филмът да бъде заснет в Сочи, Москва и Абхазия и под друго име – „Кухня – Последната битка ”. Премиерата на втория пълнометражен филм се състои на 20 април 2017 г. в кината.

## В ролите
- Дмитрий Назаров – шеф-готвач Виктор Петрович Баринов
- Дмитрий Нагиев – Дмитрий Владимирович Нагиев – собственик на ресторанта
- Марк Богатырев – готвач Макс (Максим Леонидович Лавров )
- Елена Подкаминская – Виктория Сергеевна Гончарова – арт директор на ресторанта
- Михаил Тарабукин – Фьодор Михайлович Юрченко (Федя, Феденка) готвач, специалист по риба
- Ольга Кузьмина – Анастасия Степановна Анисимова (Фомина) (Настя, Настенка) – сервитьорка
- Сергей Лавигин – Арсений Андреевич Чуганин (Сеня, Сеночка) – готвач, специалист по месо

## Награда
- Филмът печели Народната награда „ Жорж – 2015 “ в категорията „Най-добра руска комедия“.

## Критика
Филмът получава високи оценки от кинокритиците.

## Факти
- В началото на филма се пародират някои моменти от анимационния филм „ Рататуй ”, в руския дублаж, в който участва актьорът Дмитрий Назаров.
- В първия ден най-трудната сцена е заснета в Париж: срещата на президентите на Франция и Русия, в която участват десетки актьори и статисти, транспорт и сложни технологии.
- За да уловят бягането на мишката по пода и гледката с „миши очи“, техниците от екипа на филма създават специално устройство-мини-кран. Успяват да постигнат и необичайни ъгли, като поставят камера GoPro вътре в патицата и в супата.
- Венсан Перез помага на Елена Подкаминская и Никита Тарасов да овладеят всички нюанси на френското произношение.
- Във Франция снимачният екип наема над 35 французи. Местни режисьори отбелязват, че това е безпрецедентен брой за чуждестранен проект.
- Заснемането в Париж е усложнено от множество бюрократични процедури. Буквално всички движения на снимачния екип са регулирани със специални разрешителни от полицията (както „суша“, така и по вода) извършва постоянни проверки.
- За ролята на Никола Дюпон, шеф на протокола към френския президент, създателите смятат Венсан Касел.
- Поради сложните актьорски графици в някои често срещани сцени, артистите се „срещат “ едва след монтажа, тъй като единият е заснет в тази сцена например през октомври, другият през ноември и третият през февруари.
- Отенма много време, за да се потърси разрешение каскадьорът да скочи в Сена. Той дори трябва да получи специална ваксина. А полицията, която идва с чек веднага след скока, предлага да продължи да се свързва с тях, тъй като те са „известни скачачи“.
- Анатолий Горбунов, който играе ролята на президент на Русия, е директор на клона в Сочи на кавказкия клон на ОАО „Мегафон".
- Дмитрий Нагиев използва свирката на Челентано от филма " Блъф ".
- В епизод 81 от поредицата „Кухня “ Виктор Баринов отваря ресторант, който носи същото име като ресторанта на баща му във филма „Виктор“.